# Jean-Baptiste Alexandre au crucifix
Jean-Baptiste Alexandre au crucifix est un tableau réalisé par le peintre italien Amedeo Modigliani en 1909. Cette huile sur toile est le portrait à mi-corps du père de Paul Alexandre, un collectionneur d'art français. Le vieil homme, à l'air sévère, apparaît assis devant un mur seulement orné d'une croix partiellement visible à l'angle supérieur droit du tableau.
Don de Blaise Alexandre en 1988, l'œuvre est la propriété de Rouen (Seine-Maritime), où elle est conservée au musée des Beaux-Arts, qui possède également un portrait ultérieur du fils du modèle par le même peintre, Paul Alexandre devant un vitrage, daté de 1913.

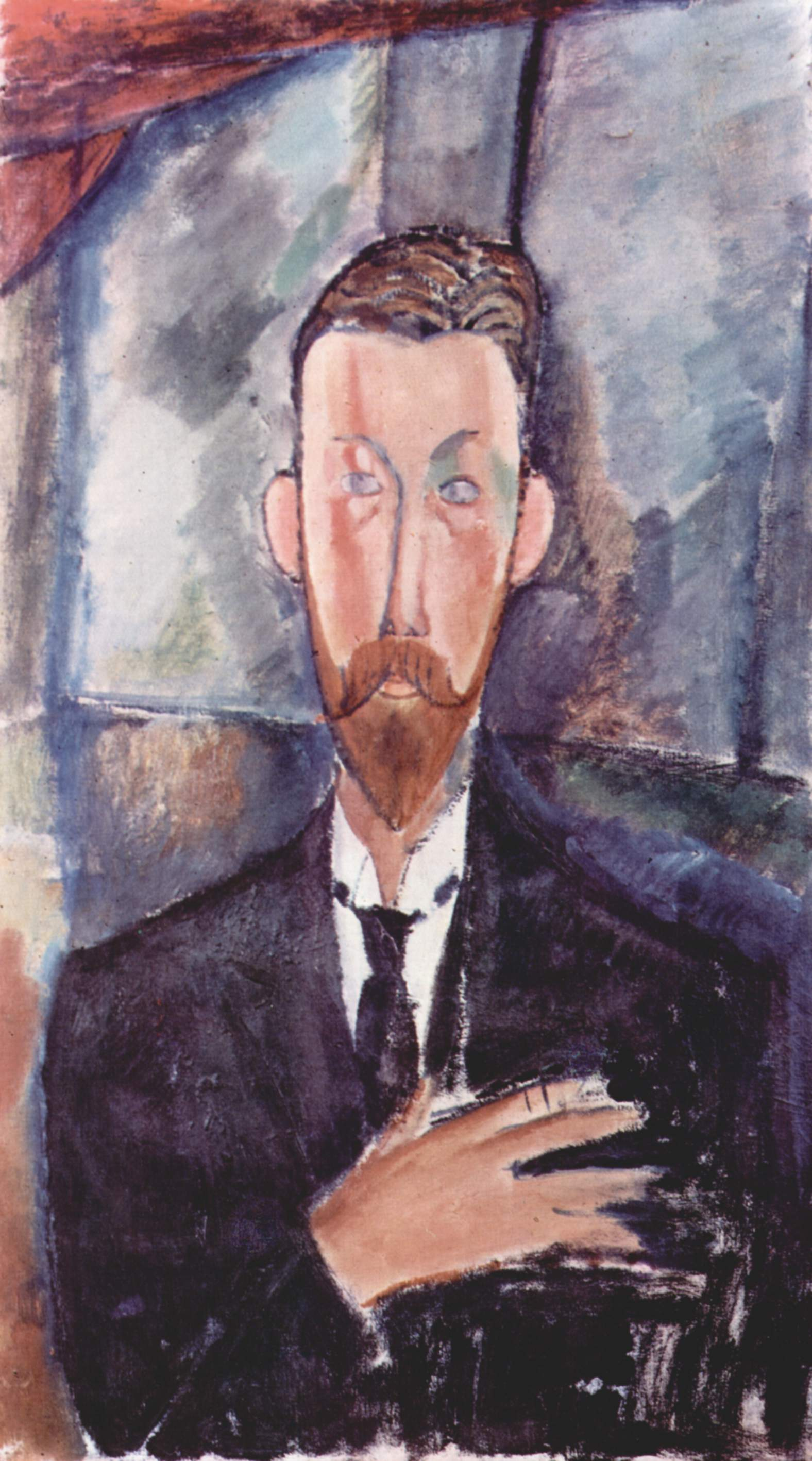
Paul Alexandre devant un vitrage, 1913.